# Kishangarh, Ajmer

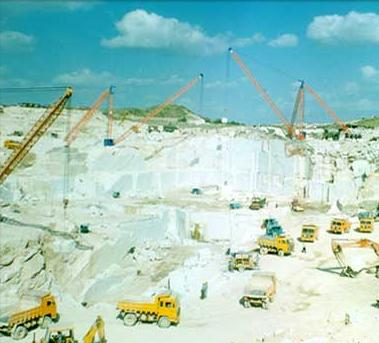
Kishangarh, Ajmer

Kishangarh är en stad i delstaten Rajasthan i nordvästra Indien. Den ligger i distriktet Ajmer och hade lite mer än 150 000 invånare vid folkräkningen 2011. Kishangarh var huvudstad i en brittisk-indisk vasallstat med samma namn som staden. 